# Sharif của Mecca
Sharif của Mecca (tiếng Ả Rập: شريف مكة, Sharīf Makkah) hay Hejaz (tiếng Ả Rập: شريف الحجاز, Sharīf al-Ḥijāz) là tước hiệu của người lãnh đạo Lãnh địa Sharif Mecca, là người quản lý truyền thống của các thành phố linh thiêng Mecca và Medina cùng khu vực Hejaz xung quanh. Thuật ngữ sharif có nghĩa là"quý tộc"trong tiếng Ả Rập và được sử dụng để chỉ các hậu duệ của cháu nội của Nhà tiên tri Muhammad là al-Hassan ibn Ali. Sharif chịu trách nhiệm bảo vệ các thành phố và vùng xung quanh chúng và đảm bảo an toàn cho những người hành hương cử hành Hajj. Tước hiệu đôi khi được viết thành Sheriff hay Sherif.
Chức vụ Sharif của Mecca có từ cuối thời Abbas. Cho đến năm 1200, chức vụ Shariff nằm trong tay các thành viên của gia tộc Hawashim không nhầm lẫn với thị tộc Banu Hashim mà mọi Sharif đều tuyên bố là hậu duệ. Các hậu duệ của Banu Hashim tiếp tục nắm giữ chức vụ này cho đến thế kỷ 20 nhân danh các thế lực Hồi giáo khác nhau, như Ayyub và Mamluk. Năm 1517, Sharif thừa nhận quyền tối cao của Khalip Ottoman, song duy trì tự trị địa phương ở mức độ lớn. Trong thời kỳ Ottoman, lãnh địa Sharif bành trướng quyền lực về phía bắc bao trùm Medina, và về phía nam đến biên giới của 'Asir, và thường xuyên tấn công Nejd.
Lãnh địa Sharif kết thúc ngay sau thời trị vì của Hussein bin Ali, cai trị từ 1908, ông tiến hành khởi nghĩa chống lại quyền cai trị của Ottoman trong khởi nghĩa Ả Rập vào năm 1916. Sau khi Ottoman chiến bại vào năm 1918 và bị giải thể vào năm 1923, Hussein tự xưng là khalip. Người Anh trao quyền kiểm soát các nhà nước mới thành lập là Iraq và Ngoại Jordan cho hai con trai của ông là Faisal và Abdullah. Tuy nhiên, đến năm 1924, đối diện với các cuộc tấn công ngày càng tăng của Ibn Saud, Hussein nhường lại tước hiệu thế tục của mình cho con trai cả là Ali bin Hussein, người này trở thành Sharif cuối cùng. Đến cuối năm 1925, Ibn Saud chinh phục Hejaz và trục xuất Nhà Hashem. Nhà Saud cai quản các thành phố linh thiêng và Hajj kể từ đó.

## Danh sách Sharif của Mecca (967–1925)

### Giai đoạnFatima(967–1101)

Hiệu kỳ của Hejaz thuộc Fatima

- Muhammed Abu-Jafar Al-Thalab (967–980)
- Sharif Essa (980–994)
- Sharif Abu'l-Futuh (994–1039), chống lại khalip trong một thời gian ngắn vào năm 1012
- Sharif Shukrul-Din (1039–1061)
- Abul-Hashim ibn Muhammed (1061–1094)
- Ibn Abul-Hashim Al-Thalab (1094–1101)

### Giai đoạnAyyub(1201–1254)

Hiệu kỳ Hejaz thuộc Ayyub

- Qatada ibn Idris al-Hasani al-Alawi (1201–1220), bị con giết vào năm 90 tuổi
- Hasan ibn Qatada al-Hasani al-Alawi (1220–1241)
- Al-Hassan abul-Saad (1241–1254)

### Giai đoạnMamluk(1254–1517)
- Muhammed abul-Nubaj (1254–1301)
- Rumaitha Abul-Rada (1301–1346)
- Ajlan Abul-Sarjah (1346–1375)

Hiệu kỳ Hejaz thuộc Mamluk

- Sharif Ali bin Ajlan Abul-Sarjah (1375–1394): Về sau trở thành Sultan của Brunei vào năm 1425.
- Al-Hassan II (1394–1425)
- Barakat I (1425–1455)
- Malik ul-Adil ibn Muhammed ibn Barakat (1455–1473)
- Barakat II bin Muhammed (1473–1525)

### Giai đoạnOttoman(1517–1917)

Hiệu kỳ Hejaz thuộc Ottoman

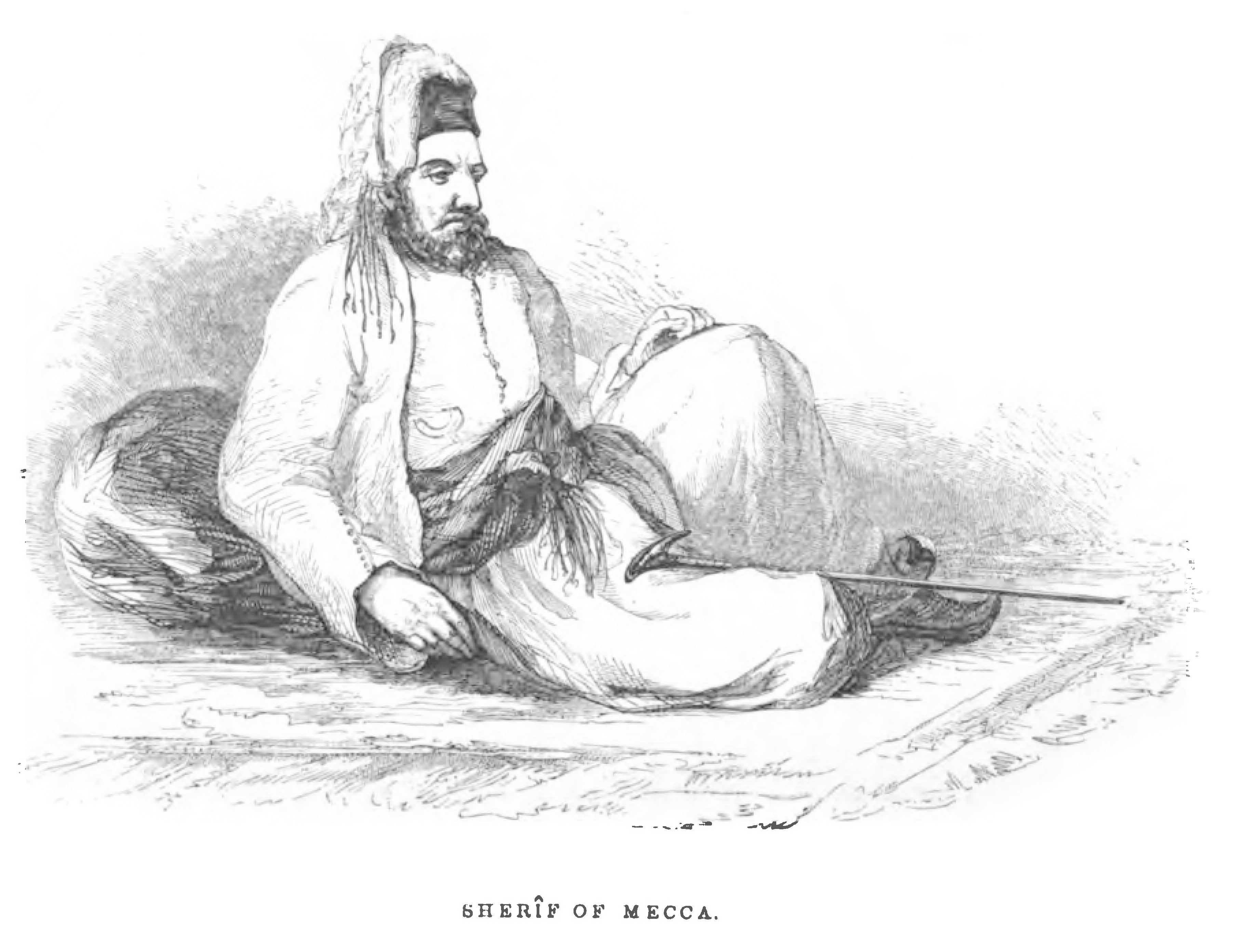
Muhammed bin Abd al-Muin, Sharif của Mecca 1827–1851

- Barakat II bin Muhammed (1473–1525): Đồng trị với con trai là Abu Numayy II trong 13 năm cuối
- Abu Numayy II bin Barakat (1512–1584): Đồng trị với cha là Barakat II trong 13 năm đầu, và với con trai là Hassan trong 31 năm cuối.
- Hassan bin Abu Numayy II (1553–1601): Đồng trị với cha trong 31 năm đầu.
- Abd al-Muttalib bin Hassan (1601): Cai trị chưa đủ một năm.
- Abu Talib bin Hassan (1601–1603): Đồng trị với em trai Idris.
- Idris bin Hassan (1601–1620): Đồng trị với anh trai Abu Talib trong hai năm đầu, với em trai Fuhaid trong sáu năm và với cháu trai Muhsin trong 16 năm.
- Fuhaid bin Hassan (1604–1610): Đồng trị với anh trai Idris và con trai Muhsin.
- Muhsin bin Fuhaid (1604–1628): Đồng trị với cha trong sáu năm đầu, và với bác Idris.
- Ahmed bin Abd al-Muttalib (1628–1629)
- Masoud bin Idris (1629–1630)
- Abdullah I bin Hassan (1630–1631)
- Muhammed bin Abdullah (1631–1632): Đồng trị với Zeid.
- Zeid bin Muhsin (1631–1632): Lần thứ nhất, đồng trị với Muhammed.
- Namy bin Abd al-Muttalib (1632): Đồng trị một thời gian ngắn với Abd al-Aziz.
- Abd al-Aziz bin Idris (1632): Đồng trị một thời gian ngắn với Namy.
- Zeid bin Muhsin (1632–1666): Lần thứ hai.
- Saad bin Zeid (1666–1672): Lần thứ nhất, đồng trị với Ahmed trong ba năm cuối.
- Ahmed bin Zeid (1669–1672): Lần thứ nhất, đồng trị với Saad.
- Barakat bin Muhammed bin Ibrahim bin Barakat bin Abu Numayy (1672–1682)
- Said bin Barakat (1682–1683)
- Ahmed bin Zeid (1672–1688): Lần thứ hai.
- Ahmed bin Ghalib bin Muhammed bin Musaid bin Masoud bin Hasan (1688–1690)
- Muhsin bin Hussein (1690–1691)
- Said bin Saad (1691): Nhượng lại quyền cai trị cho cha là Saad.
- Saad bin Zeid (1691–1696): Lần thứ hai.
- Abdullah II bin Hashim (1696): Đồng trị với Said.
- Saad bin Zeid (1694–1702): Lần thứ ba.
- Abdulkarim bin Muhammed (1704–1705): Lần thứ nhất.
- Saad bin Zeid (1705): Lần thứ tư, kéo dài trong 18 ngày.
- Said bin Saad (1705)
- Abdulkarim bin Muhammed (1705–1711): Lần thứ hai.
- Said bin Saad (1711–1717): Lần thứ hai.
- Abdullah III bin Said (1717–1718): Lần thứ nhất.
- Ali bin Said (1718)
- Yahya bin Barakat (1718–1720)
- Mubarak bin Ahmad (1720–1723)
- Yahya bin Barakat (1723–1725)
- Abdullah III bin Said (1725–1731): Lần thứ hai.
- Muhammed bin Abdullah (1731–1733): Đồng trị với Masoud trong năm cuối.
- Masoud bin Said (1732–1752): Đồng trị một thời gian ngắn với Muhammed.
- Musaid bin Said (1752–1759): Lần thứ nhất.
- Jafar bin Said (1759–1760)
- Musaid bin Said (1760–1770): Lần thứ hai.
- Abdullah IV bin Hussein bin Barakat (1770–1771)
- Ahmed bin Said (1771–1773)
- Surur bin Musaid (1773–1788)
- Abd al-Muin bin Musaid (1788): Lần thứ nhất, chỉ trong vài ngày.
- Ghalib bin Musaid (1788–1813): Đồng trị với Abd al-Muin trong khi Saudis nắm giữ thành phố Mecca.
- Abd al-Muin bin Musaid (1796–1813): Lần thứ hai, đồng trị với Ghalib.
- Yahya bin Surur (1813–1827)
- Abd al-Muttalib bin Ghalib (1827): Lần thứ nhất.
- Muhammed bin Abd al-Muin bin Awn bin Muhsin bin Abdullah bin al-Hussain bin Abdullah I (1827–1851): Lần thứ nhất, Muhammad Ali Pasha đưa lên nắm quyền.
- Abd al-Muttalib bin Ghalib (1851–1856): Lần thứ hai.
- Muhammed bin Abd al-Muin (1856–1858): Lần thứ hai.
- Abdullah bin Muhammed (1858–1877)
- Hussein bin Muhammed (1877–1880)
- Abd al-Muttalib bin Ghalib (1880–1881): Lần thứ ba.
- Abd al-Ilah bin Muhammed (1881–1882): Được tái bổ nhiệm vào năm 1908 sau khi Ali bin Abdullah bị phế truất, song mất trước khi đến Mecca.
- Awn ar-Rafiq bin Muhammed (1882–1905)
- Ali bin Abdullah bin Muhammed (1905–1908)
- Hussein bin Ali Pasha (1908–1916) (sau là Quốc vương Hussein)
- Ali Haidar Pasha (1916–1917)

### ThờiVương quốc Hejaz(1916–1925)

Quốc kỳ Vương quốc Hejaz

- Quốc vương Hussein bin Ali (1916–1924) (trước là Hussein Pasha)
- Quốc vương Ali bin Hussein (1924–1925)

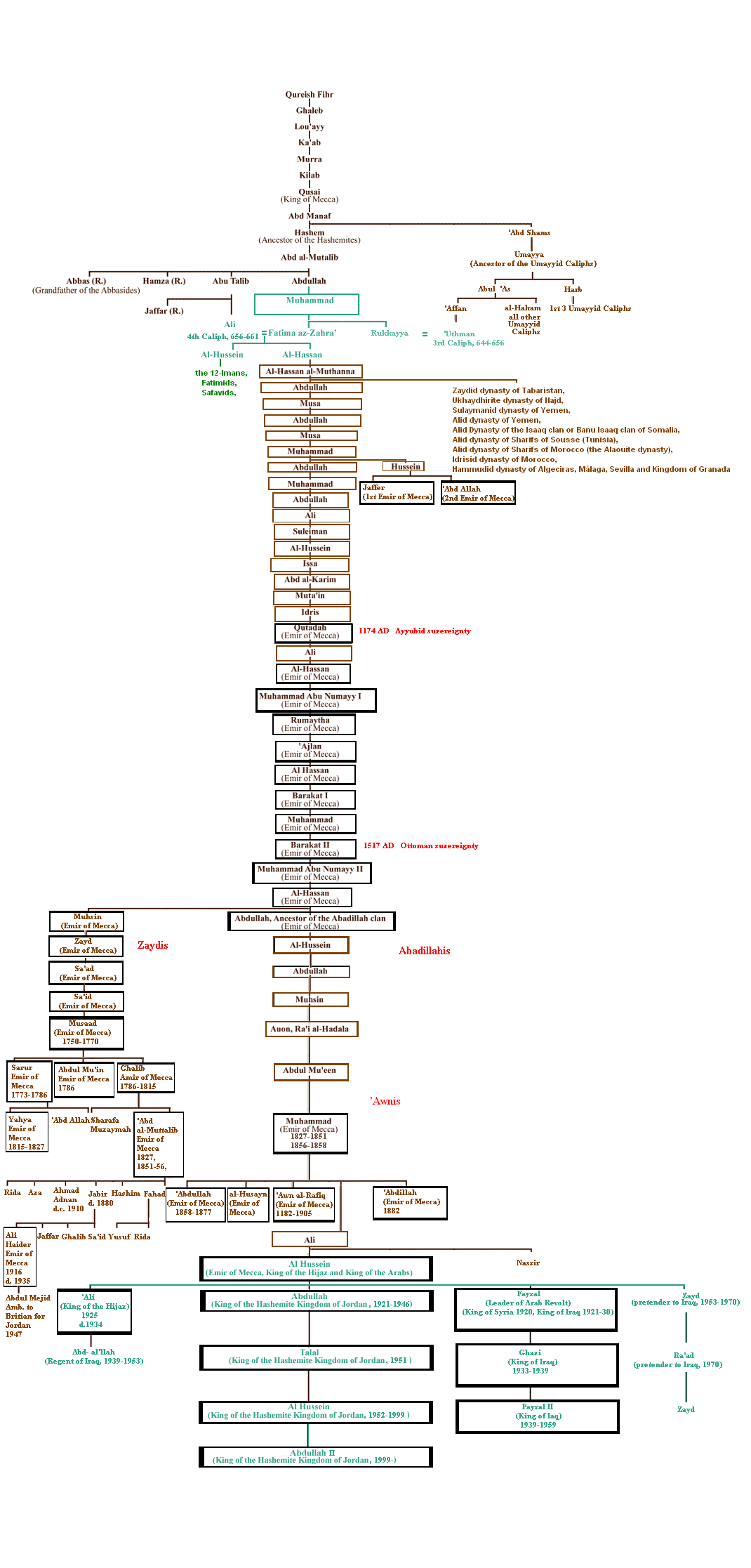
Cây phả hệ của gia tộc Hashem thể hiện họ là hậu duệ của Muhammad.